# Leontodon saxatilis
Liondent des rochers, Liondent à tige nue, Liondent faux-pissenlit
Espèce
Le Liondent des rochers, Liondent à tige nue ou Liondent faux-pissenlit (Leontodon saxatilis) est une espèce de plante à fleurs du genre Leontodon et de la famille des Astéracées.

## Synonymes
- Leontodon taraxacoides (Villars) Merat (Liondent faux-pissenlit)[1].
- Thrincia saxatilis (Lam.)

## Description
- Plantes herbacée vivace à capitules jaunes liguliflores
- Feuilles en rosette basale,
- Tiges nues, glabres
- Capitules solitaires
- Dessous des languettes du pourtour gris violet[2].

## Galerie

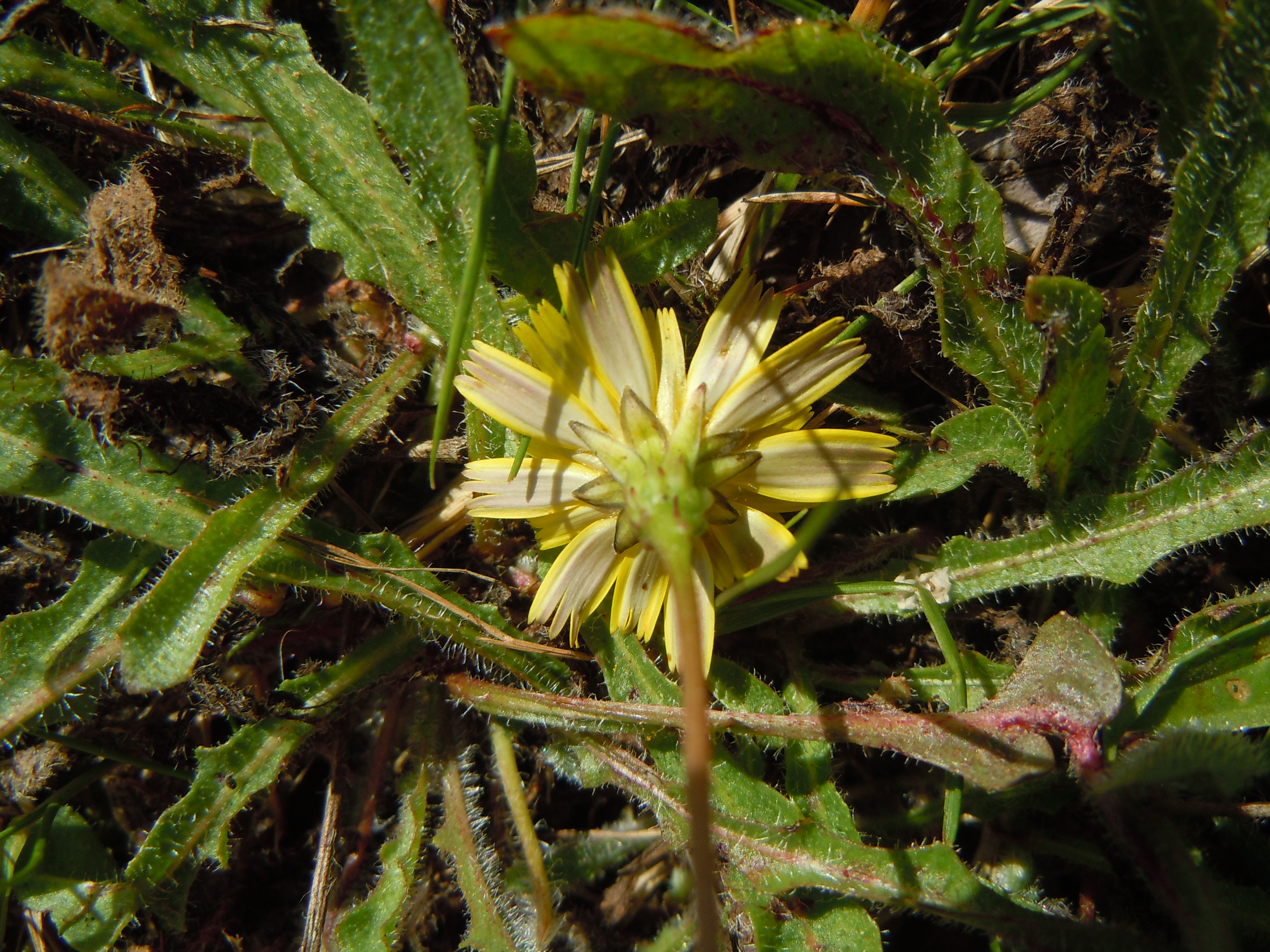
Envers de l'involucre, les languettes du pourtour sont grises. Les bractées sont lisses.
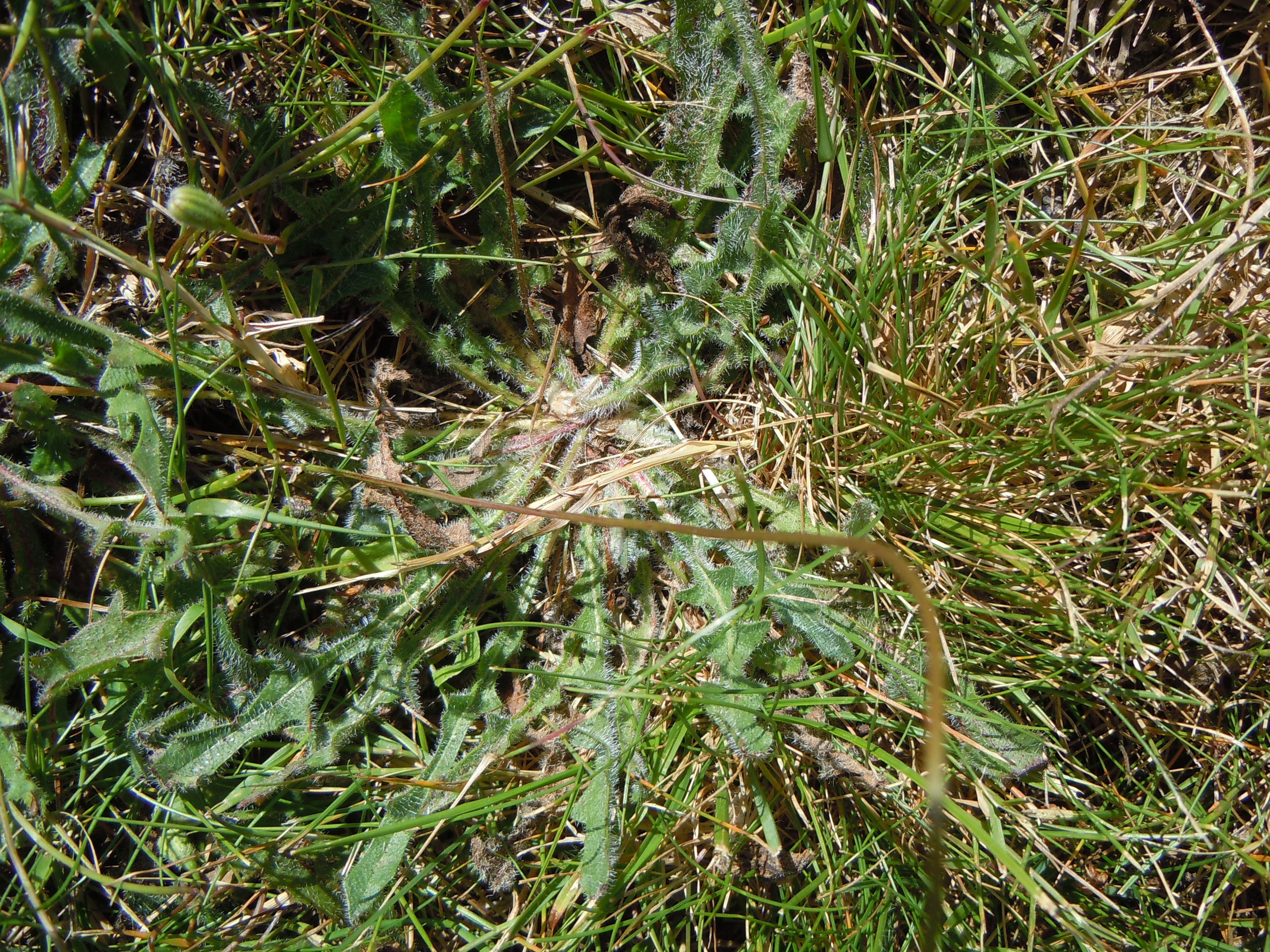
Feuilles en rosette basale. La tige de la fleur est lisse, non ramifiée.